# City of Playford Tennis International
El City of Playford Tennis International es un torneo profesional de tenis. Pertenece al ATP Challenger Series para los hombres y Federación Internacional de Tenis para las mujeres. Se juega desde el año 2018 sobre pistas de dura, en Playford, Australia.

## Palmarés

### Individual masculino
| Año      | Campeón             | Finalista         | Resultado    |
| -------- | ------------------- | ----------------- | ------------ |
| 2018     | Jason Kubler        | Brayden Schnur    | 6–4, 6–2     |
| 2019 (1) | Rogério Dutra Silva | Mats Moraing      | 6–3, 6–2     |
| 2019 (2) | James Duckworth     | Yasutaka Uchiyama | 7–6 (2), 6–4 |
| 2020     | No Celebrado        | No Celebrado      | No Celebrado |
| 2021     | No Celebrado        | No Celebrado      | No Celebrado |
| 2022     | Rinky Hijikata      | Rio Noguchi       | 6–1, 6–1     |
| 2023     | James Duckworth     | Coleman Wong      | 7–5, 7–5     |
| 2024     | Rinky Hijikata      | Yuta Shimizu      | 6–4, 7–6(4)  |

### Dobles masculino
| Año      | Campeones                               | Finalistas                      | Resultado            |
| -------- | --------------------------------------- | ------------------------------- | -------------------- |
| 2018     | Mackenzie McDonald Tommy Paul           | Maverick Banes Jason Kubler     | 7–6(7–4), 6–4        |
| 2019 (1) | Max Purcell Luke Saville                | Ariel Behar Enrique López Pérez | 6-4, 7-5             |
| 2019 (2) | Harri Heliövaara Patrik Niklas-Salminen | Ruben Gonzales Evan King        | 6-4, 6-7 (4), [10-7] |
| 2020     | No Celebrado                            | No Celebrado                    | No Celebrado         |
| 2021     | No Celebrado                            | No Celebrado                    | No Celebrado         |
| 2022     | Jeremy Beale Calum Puttergill           | Rio Noguchi Yusuke Takahashi    | 7-6(2), 6-4          |
| 2023     | Ryan Seggerman Patrik Trhac             | Blake Ellis Tristan Schoolkate  | 6-3, 7-6(3)          |
| 2024     | Blake Ellis Thomas Fancutt              | Jake Delaney Jesse Delaney      | 6-1, 5-7, [10-5]     |

### Individual femenino
| Año      | Campeona         | Finalista         | Resultado        |
| -------- | ---------------- | ----------------- | ---------------- |
| 2018     | Zoe Hives        | Alexandra Bozovic | 6–4, 5–7, 7–6(4) |
| 2019 (1) | Anna Kalinskaya  | Elena Rybakina    | 6–4, 6–4         |
| 2019 (2) | Storm Sanders    | Lizette Cabrera   | 6–3, 6–4         |
| 2020     | No Celebrado     | No Celebrado      | No Celebrado     |
| 2021     | No Celebrado     | No Celebrado      | No Celebrado     |
| 2022     | Kimberly Birrell | Maddison Inglis   | 3-6, 7-5, 6-4    |
| 2023     | Astra Sharma     | Joanna Garland    | 7-6(6), 6-0      |

### Dobles femenino
| Año      | Campeonas                                  | Finalistas                        | Resultado        |
| -------- | ------------------------------------------ | --------------------------------- | ---------------- |
| 2018     | Dalila Jakupović Irina Khromacheva         | Junri Namigata Erika Sema         | 2–6, 7–5, [10–5] |
| 2019 (1) | Giulia Gatto-Monticone Anastasia Grymalska | Amber Marshall Lulu Sun           | 6–2, 6–3         |
| 2019 (2) | Asia Muhammad Storm Sanders                | Naiktha Bains Tereza Mihalíková   | 6–3, 6–4         |
| 2020     | No Celebrado                               | No Celebrado                      | No Celebrado     |
| 2021     | No Celebrado                               | No Celebrado                      | No Celebrado     |
| 2022     | Alexandra Bozovic Talia Gibson             | Han Na-lae Priska Madelyn Nugroho | 7–5, 6–4         |
| 2023     | Talia Gibson Priscilla Hon                 | Kaylah McPhee Astra Sharma        | 6–1, 6–2         |
| 2024     | Alexandra Bozovic Petra Hule               | Lizette Cabrera Taylah Preston    | 6–4, 6–3         |